# Olof Nordlander

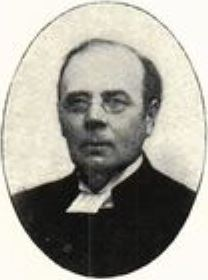
Olof Nordlander.

Olof Nordlander, född 29 november 1841 i Los socken, Gävleborgs län, död där 4 juli 1922, var en svensk präst. 
Nordlander blev student vid Uppsala universitet 1863 och prästvigdes 1880. Han blev komminister i Möja församling 1882, kyrkoherde i Los församling 1884 och kontraktsprost i Hälsinglands västra övre kontrakt 1911.